# Rajania quinquefolia
Rajania quinquefolia är en enhjärtbladig växtart som beskrevs av Carl von Linné. Rajania quinquefolia ingår i släktet Rajania och familjen Dioscoreaceae. Inga underarter finns listade i Catalogue of Life.